# Vodole
Vodole este o localitate din comuna Maribor, Slovenia, cu o populație de 211 locuitori.